# Zbigniew Garncarczyk
Zbigniew Garncarczyk (ur. 30 stycznia 1931, zm. 17 października 1999) – polski lekkoatleta specjalizujący się w rzucie oszczepem.
Mistrz Polski z 1950 roku. Reprezentant kraju podczas meczu międzypaństwowego przeciwko Rumunii i ZSRR oraz przeciwko NRD w 1951 roku. Bronił barw HKS-u Łódź (1946–49), Unii Łódź (1950), AZS-u Warszawa (1951–52) i LZS-u Komorów (od 1954). Rekord życiowy: 67,80 (31 lipca 1955, Gąbin).